# Meteor (Wisconsin)
Meteor es un pueblo ubicado en el condado de Sawyer en el estado estadounidense de Wisconsin. En el censo de 2010 tenía una población de 158 habitantes y una densidad poblacional de 1,73 personas por km².

## Geografía
Meteor se encuentra ubicado en las coordenadas 45°40′33″N 91°21′13″O / 45.67583, -91.35361. Según la Oficina del Censo de los Estados Unidos, Meteor tiene una superficie total de 91.31 km², de la cual 88.86 km² corresponden a tierra firme y (2.68%) 2.45 km² es agua.

## Demografía
Según el censo de 2010, había 158 personas residiendo en Meteor. La densidad de población era de 1,73 hab./km². De los 158 habitantes, Meteor estaba compuesto por el 96.2% blancos, el 0% eran afroamericanos, el 3.16% eran amerindios, el 0% eran asiáticos, el 0% eran isleños del Pacífico, el 0% eran de otras razas y el 0.63% pertenecían a dos o más razas. Del total de la población el 0% eran hispanos o latinos de cualquier raza.